# Колономос, Жамила
Жамила Ангела Исак Колономос (макед. Жамила Колономос; 18 июня 1922, Битола — 18 июня 2013, Скопье) — сефардский борец за свободу, писательница, академик и политическая активистка, действовавшая на территории нынешней Северной Македонии.
Во время болгарской оккупации её родного города Монастыр (ныне Битола) присоединилась к Народно-освободительной армии Югославии. После борьбы за освобождение Македонии Жамила Колономос вернулась в Монастыр и обнаружила, что вся её семья была убита в лагере смерти Треблинка. Переехала в столицу, где стала профессором Университета Святых Кирилла и Мефодия и работала над сохранением сефрадского языка и истории еврейской общины страны.

## Биография

### Ранняя жизнь
Жамила Колономос родилась в 1922 году в Монастыре (ныне Битола). Выросла в еврейской общине города, где её отец был управляющим банка. У родителей Жамилы, Исака и Эстерины Францез Колономос, было пятеро детей. Её отец был потомком евреев-романиотов. Семья Колономос не отличалась особой религиозностью, хотя и отмечала еврейские праздники. Живя в мультикультурном регионе, Коломонос говорили на сефардском, греческом, французском, сербском и турецком языках.
С 1940 года Жамила Коломонос училась во французской школе в Битоле, являлась членом социалистическо-сионистской молодёжной организации Ха-шомер ха-цаир.

### Вторая мировая война
В 1941 году Нацистская Германия, а затем Третье Болгарское царство оккупировали югославскую Македонию, включая Монастырь. Вскоре после начала оккупации в возрасте 19 лет Жамила Колономос присоединилась к Народно-освободительной армии Югославии — коммунистическому сопротивлению оккупации «оси». Это было сделано при поддержке её отца, который видел в этом способ защитить себя: мать Жамилы умерла ранее в том же году от сердечного приступа.
Она уже участвовала в антифашистских действиях через Ха-шомер ха-цаир, производя обувь для сопротивленцев и собирая оружие. Жамила помогла основать подпольные группы сопротивления для женщин и молодёжи.

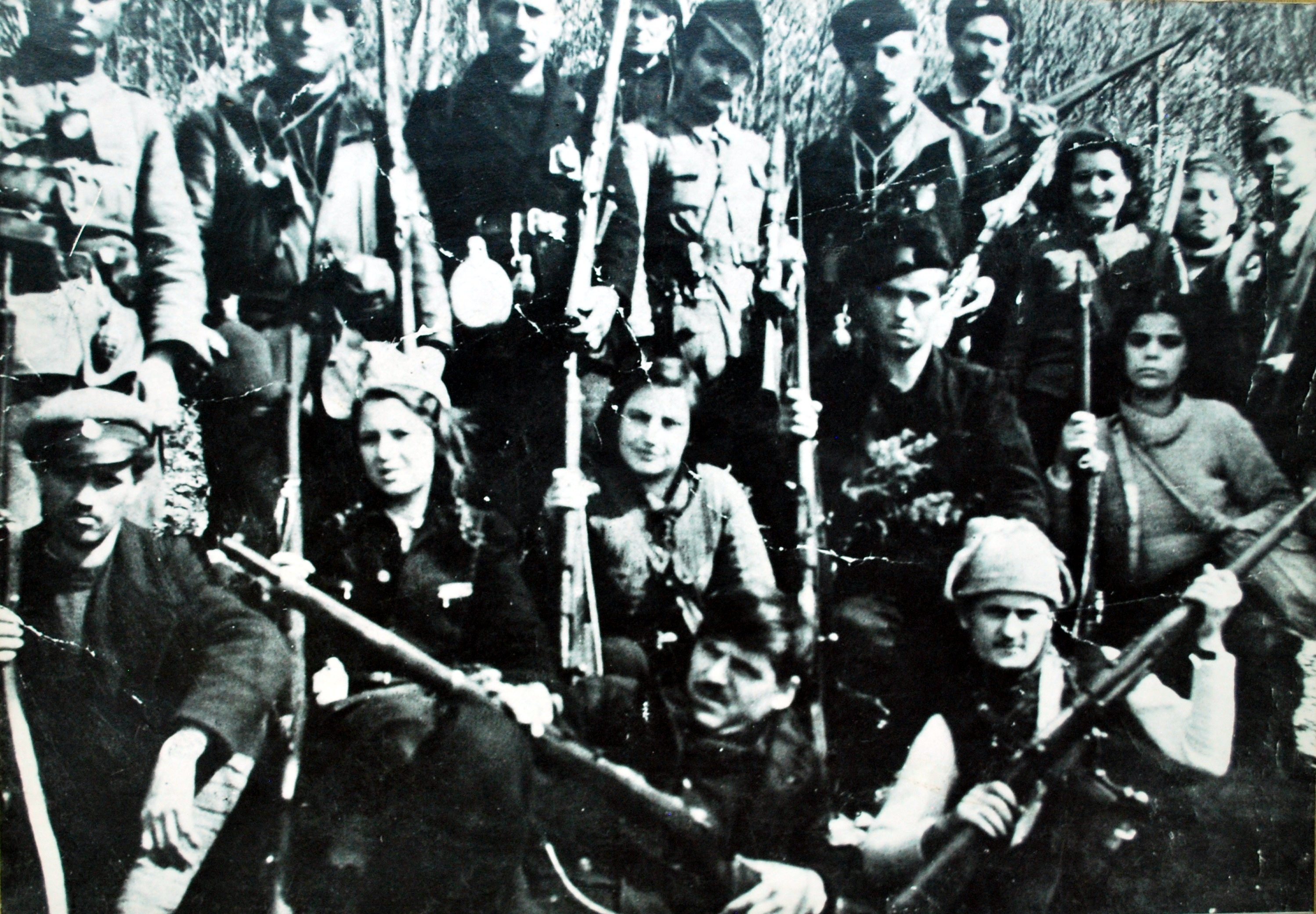
Жамила Колономос (в центре) с бойцами отряда Дамяна Груева в югославской Македонии во время Второй мировой войны

Когда в марте 1943 года монастырские евреи были схвачены и депортированы, Колономос и нескольким другим еврейским участникам сопротивления удалось бежать, спрятавшись в сигаретном киоске. Она бежала из города и в следующем месяце присоединилась к отряду Дамяяна Груева Партизанской армии. Еврейская община Монастыря была почти полностью уничтожена. Жамила Колономос потеряла 18 членов своей семьи, включая отца, бабушку и дедушку, братьев и сестёр, которых отправили в лагерь смерти Треблинка. Она была единственным членом её близких и дальних родственников, переживших Холокост.
Воюя под военным псевдонимом Цвета, она со временем дослужилась до комиссара нескольких батальонов, затем была назначена заместителем комиссара македонской бригады и 42-й югославской дивизии. Также редактировала газету отряда.
После того, как Жамила Колономос чуть не умерла от голода зимой 1943—1944 годов, она была ранена разорвавшимся снарядом, а также ранена в спину во время битвы за освобождение Дебара. Она выжила, и в ноябре 1944 года югославская Македония была полностью освобождена.

### Послевоенный период
После освобождения югославской Македонии в декабре 1944 года она вышла замуж за борца за свободу Чеде Филиповски, который несколько раз спасал ей жизнь. Её новый муж погиб в автокатастрофе в июне 1945 года; через месяц Колономос родила дочь Миру.
В конце 1945 года, узнав о смерти членов своей семьи, переехала в Скопье. Там она в июне 1947 года вышла замуж за Аврама Садикарио, который также пережил оккупацию Битола. У пары родился сын Сэмюэл, и они были женаты до его смерти в 2007 году. В 1963 году Колономос потеряла свою 18-летнюю дочь Миру в результате землетрясения в Скопье.
В послевоенные годы получила несколько национальных медалей в знак признания её военной службы в сопротивлении, в том числе Партизанский памятный знак 1941 года. Она продолжала заниматься политической деятельностью, в том числе через Альянс югославского сопротивления, Союз защиты детства Македонии и Альянс женщин-антифашисток Македонии. Была президентом Союза женских ассоциаций, Союза ветеранов войны и различных других объединенйи. В 1956 году она поехала в Китай в составе делегации представлять Югославию и встретилась с Мао Цзэдуном.
Была депутатом Национальной ассамблеи Социалистической Республики Македонии и членом Совета Республики Македония до выхода на пенсию.

### Академическая и публицистическая карьера
В 1961 году Жамила Коломонос получила докторскую степень по сефардскому языку от Университета Святых Кирилла и Мефодия, а в 1962 году она стала там профессором романистики. В этот период также училась в парижском Университете Сорбонна.
Написала и отредактировала различные статьи и книги по истории региона, сефардского языка и югославско-македонскому сопротивлению во время Второй мировой войны. В частности, это книга «Евреи в Македонии во время Второй мировой войны (1941–1945)» (макед. Евреите во Македонија во Втората светска војна (1941–1945) ", первоначально опубликованная в 1986 году на македонском языке в соавторстве с Верой Вескових-Вангели.
В 1970-х годах опубликовала два сборника по сефардскому языку, культуре и истории: «Пословицы и поговорки сефардских евреев Боснии и Герцеговины» (босн. Poslovice i izreke sefardskih Jevreja Bosne i Hercegovine), в котором обсуждается Босния и Герцеговина, и «Пословицы, поговорки и рассказы евреев-сефардов в Македонии» (босн. Poslovice, izreke i priče sefardskih Jevreja Makedonije). Жамила Колономос считается единственным собирателем языкового и культурного наследия северомакедонских евреев того периода.
Её мемуары 2006 года «Монастырь без евреев» (исп. Monastir sin Djudios) были опубликованы в английском переводе под названием «Монастырь без евреев: воспоминания еврейского партизана в Македонии» (англ. Monastir Without Jews: Recollections of a Jewish Partisan in Macedonia) в 2008 году. Впоследствии её мемуары 2007 года о сопротивлении «Движение Сопротивления и евреи Македонии» (макед. Движењето на отпорот и Евреите од Македонија) были переведены на английский язык в 2013 году.
Её книги часто публиковались как на сефардском, так и на македонском языке.

### Смерть и наследие
Жамила Колономос скончалась в Скопье в 2013 году в возрасте 91 года.
Её работа представляет собой одни из первых рассказов о еврейской жизни и Холокосте на территории современной Северной Македонии. Коллекция фотографий, документов, медалей и других предметов Жамилы хранится в Мемориальном музее Холокоста США.

## Избранные работы
- Poslovice i izreke sefardskih Jevreja Bosne i Hercegovine (1976);
- Poslovice, izreke i priče sefardskih Jevreja Makedonije (1978);
- Evreite vo Makedonija vo Vtorata svetska vojna, 1941—1945 (совместно с Верой-Вескових-Врангели, 1986);
- Sefardski odglasi: Studii i sekavanyaza evreite od Makedoniya (1995);
- Monastir sin Djudios (2006).